# Шацк (Волынская область)
Шацк (укр. Шацьк) — посёлок в Ковельском районе Волынской области Украины. Административный центр Шацкой поселковой общины.

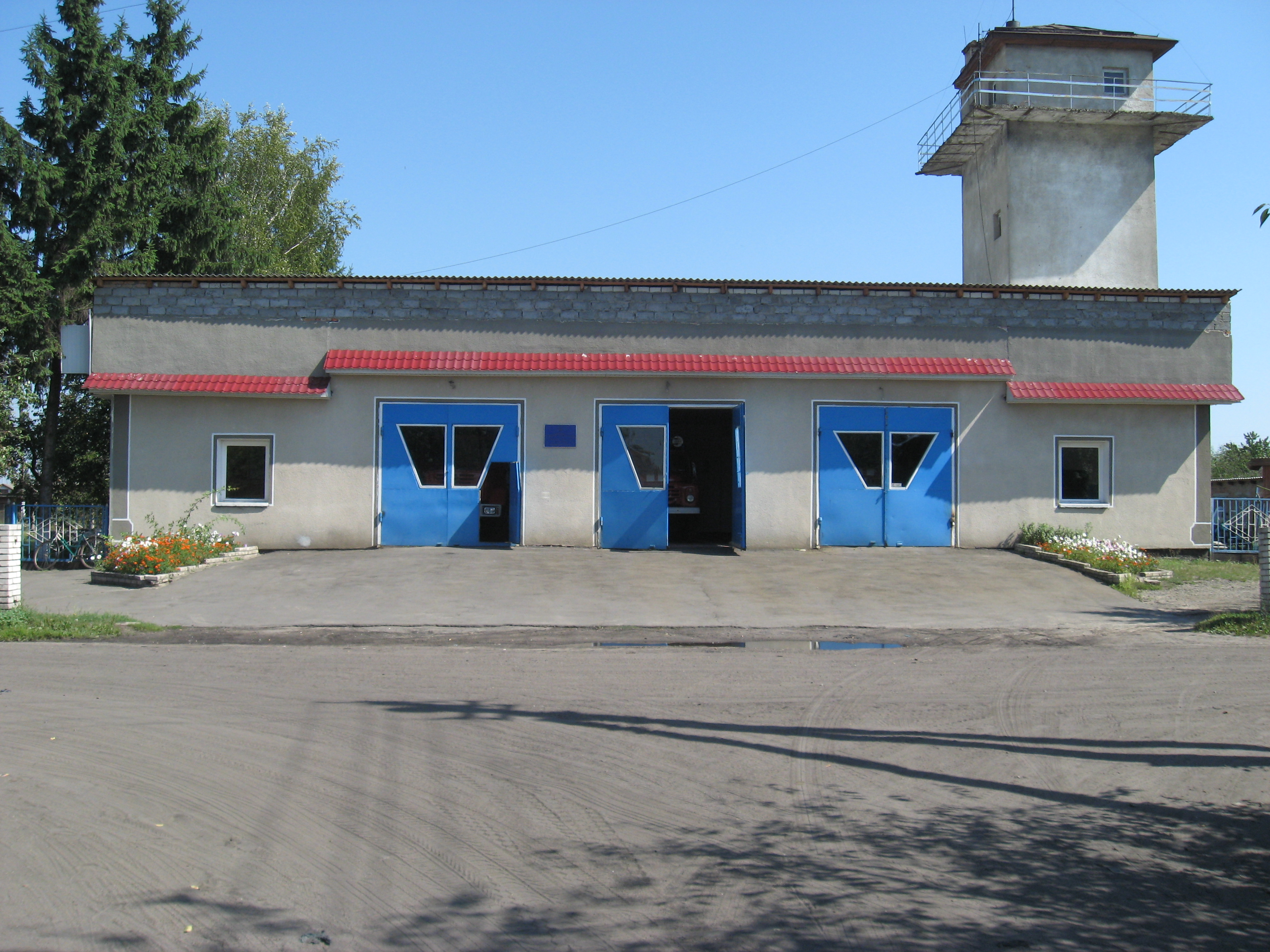
Пожарное депо

## Географическое положение
Шацк со всех сторон окружён большими озёрами (так называемые Шацкие озёра), непосредственно примыкают озёра Люцимир и Чёрное. К западу от городка находится самое большое озеро Украины карстового происхождения — Свитязь. К северу от Шацка, на берегу озера Песочного — санаторий «Лесная песня».
Средняя температура января −4.6 °C, июля +18.8 °C. В год выпадает 596 мм осадков.

## История
Первое письменное упоминание относится к 1410 году, когда перед Грюнвальдской битвой король Ягайло послал сюда охотников для заготовки дичи для своего войска. В 1564 году в Шацке насчитывалось тридцать пять крестьянских дворов, три двора овощеводов[прояснить], три двора кладовщиков[прояснить] и семь дворов рыбаков. В 1768 году Шацк, как и все Любомльское староство, стало собственностью графа Франциска Ксаверия Браницкого.
После третьего раздела Речи Посполитой в 1795 году — в составе Российской империи.
В ходе Отечественной войны 1812 года Шацк был захвачен французскими войсками. В 1849 году город стал государственной собственностью. В 1852 году появилась приходская школа, которая в 1874 году была реорганизована в одноклассное училище.
В 1860 году в городке насчитывалось 194 двора и 1557 жителей, а в 1906 году — уже 428 дворов и 2886 жителей.
В 1915 году, с началом Первой мировой войны, городок захватили австро-венгерские войска.
После советско-польской войны с 1920 по 1939 год оставался в составе Польши.
В ходе Польского похода РККА 28—29 сентября 1939 года в районе Шацка имел место бой между остатками польских войск и подразделениями Красной Армии.
В ходе Великой Отечественной войны 25 июня 1941 года посёлок был оккупирован немецкими войсками. 21 июля 1944 был года освобождён Красной Армией.

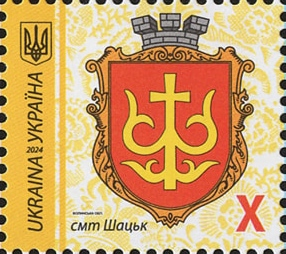
Стандартная марка с символикой посёлка в серии «Гербы городов, поселков и сел Украины», Почта Украины, 2024 год

В 1977 году здесь действовали предприятия пищевой промышленности, промкомбинат и лесной техникум.
В 1983 году был создан Шацкий природный национальный парк.
3 февраля 1993 года из Любомльского района был выделен Шацкий район, а Шацк стал районным центром.
В ходе административно-территориальной реформы в Украине, в 2020 году Шацкий район был упразднён, а посёлок стал административным центром Шацкой поселковой общины Ковельского района.

## Население
Численность населения посёлка по годам (чел.):
- 1557 (1860);
- 2886 (1906);
- 2543 (1911);
- 1752 (1921);
- 3352 (1935);
- 4478 (1959);
- 4201 (1970);
- 5271 (1979);
- 6012 (1989);
- 6000 (1992);
- 6100 (1998);
- 5708 (2001);
- 5671 (2003);
- 5572 (2004);
- 5510 (2005);
- 5456 (2006);
- 5420 (2007);
- 5376 (2008);
- 5378 (2009);
- 5372 (2010);
- 5370 (2011);
- 5370 (2012);
- 5343 (2013);
- 5255 (2021).

### Языковой состав
Родной язык населения по данным переписи 2001 года:
| Язык       | Численность, чел. | Доля     |
| ---------- | ----------------- | -------- |
| Украинский | 5 635             | 98,72 %  |
| Другие     | 73                | 1,28 %   |
| Итого      | 5 708             | 100,00 % |

## Современное состояние
В посёлке находится дирекция Шацкого природного национального парка, работают пищекомбинат, комбинат по лесозаготовке, лесной техникум.

## Транспорт
Расположен в 33 км от ж.-д. станции Любомль (на линии Ягодин — Ковель).
С юга на север через Шацк проходит автомобильная трасса Львов — Брест. В посёлке есть автобусная станция.